# Хрест моліна
Хрест моліна (також якірний хрест, франц. Croix ancrée «прив’язний хрест») - християнський хрест, різновид геральдичного хреста. 

## Історія
Назва походить від його форми, що нагадує млин, залізний хомут верхнього жорна, молін - старофранцузькою млин. Хрест дуже схожий на один із різновидів геральдичного знаку «fer de moline» (буквально французькою мовою: «залізо для млина»), роздвоєні кінці якого, однак, закруглені трохи більше, схожі на «хрестовий Серцелі» . Його використовують як вертикально, так діагонально, тобто в «андріївський хрест». 
Якщо він використовується як знак бризури, він всимволізує восьмого сина.     
[джерело?]
Хресна історія асоціюється з святим Бенедиктом Нурським. Як результат, він широко використовується як емблема ченців та монахинь ордена Святого Бенедикта, який він заснував. 

## Приклади
Хрести найбільш вживані в таких випадках: 
- Сім'ї: 
  - Моліни, середньовічна англо-нормандська родина, граф Сефтон, віконт Моліно, баронети Моліне тощо Відомий приклад промовистого герба: на синьому полі хрест моліна (Burke's Armorials, 1884)
  - рід Бройля

- Установи: 
  - Університет Ноттінгема

- Сучасні приклади: 
  - Столичний собор міста Ноуслі [Архівовано 8 лютого 2010 у Wayback Machine.]
  - Селбіська обласна рада [Архівовано 14 квітня 2010 у Wayback Machine.]
  - Міська районна рада міста Хайтон-з-Робі [Архівовано 17 лютого 2020 у Wayback Machine.]
  - Північна Рада Ворикширу [Архівовано 16 травня 2011 у Wayback Machine.]

## Галерея

Промовистий герб Моліна: В синьому полі золотий хрест Моліна
Тамплієвий хрест Моліна
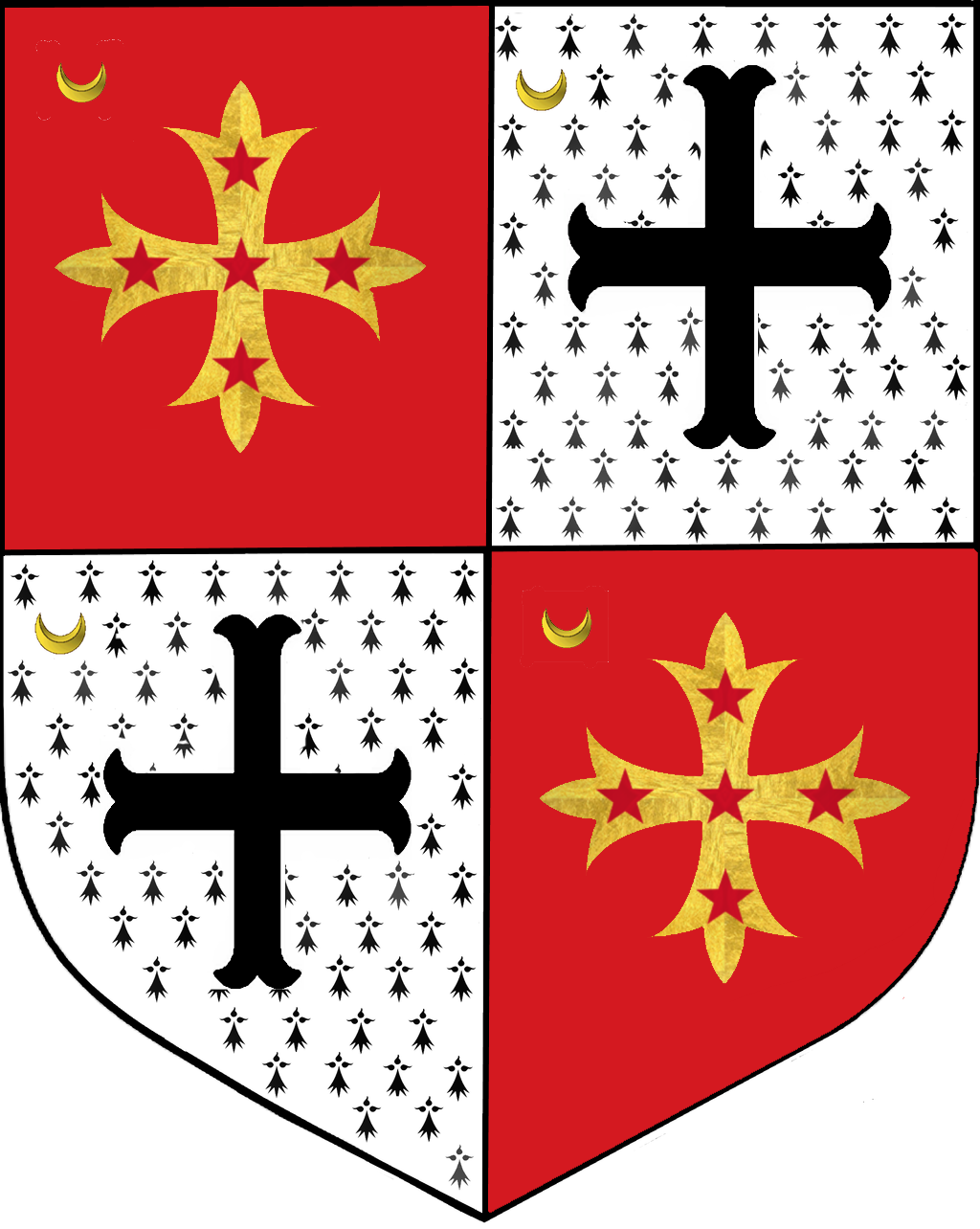
Герб Ентоні Утререда
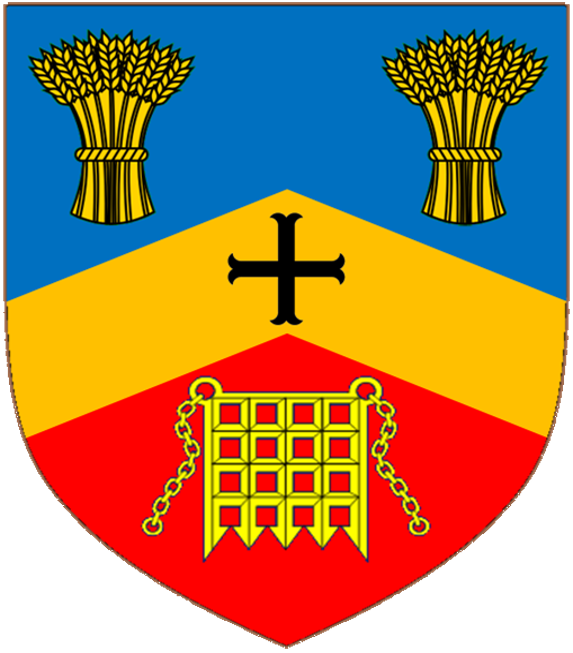
Герб Денніса Воспера, барона Рункорна
Герб Томаса Дрисдайла
Герб баронетів Кновлес
Герб Сент-Андре-де-Роклонгу
Герб Руа
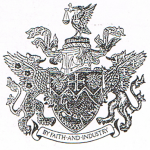
Герб футбольного клубу Кновслі Юнайтед
Герб Ноттінгемського університету